# Harold John Massingham
Harold John Massingham, né le 25 mars 1888 et mort le 22 août 1952, est un poète et écrivain ruraliste britannique.

## Biographie
Massingham est le fils du journaliste Henry William Massingham. Il poursuit ses études à Londres à la Westminster School puis au Queen's College d'Oxford. Il échoue à son diplôme d'Oxford, à cause d'une mauvaise santé. Il devient ensuite journaliste à Londres, travaille pour le Morning Leader, l'Athenaeum, et la Nation ; il fait la connaissance de D. H. Lawrence. Dans les années 1920, il est assistant de recherche de deux anthropologistes de l'University College de Londres. Son intérêt pour l'archéologie et l'anthropologie, qu'il va nourrir tout au long de sa vie, le mène à publier Downland Man (1926) entre autres. Il travaille pour un projet de recherche dont le but est de montrer que la culture mégalithique en Angleterre aurait des racines en Égypte.
Vers 1932, Massingham écrit de plus en plus sur la vie à la campagne et le premier d'une longue série de tels livres, sans doute son plus connu, est World Without End (1932), relatant ses expériences à Chipping Campden dans les Cotswolds. Il lui arrive un grave accident à la jambe en 1937, et doit se soigner pendant deux ans, mais finalement il doit être amputé. Il renonce à voyager aussi souvent qu'avant et écrit une trentaine de livres.
Il est inspiré de l'œuvre de Gilbert White et publie des sélections des écrits de White. Il fait partie des écrivains ruralistes de cette époque comme Adrian Bell, dont il est un ami. Ils partagent le même enthousiasme pour l'agriculture biologique et chez certains (dont Massingham) pour le crédit social et les idées distributistes, comme il apparaît dans The Tree of Life (1943).
Il est un des douze membres de « Kinship in Husbandry » (Parenté dans l'élevage), association fondée en 1941 par Rolf Gardiner dédiée à la renaissance de la vie à la campagne. D'après les universitaires Richard Moore-Colyer et Philip Conford, Massingham n'était pas à l'aise avec les tendances pro-allemandes de certains membres. Lorsque l'association fusionne avec deux autres groupes pour former la Soil Association, il en fait partie avec Gardiner, Lord Portsmouth et le journaliste Lawrence Easterbrook, spécialiste d'agriculture.
Après sa mort, la collection de Massingham d'instruments, de produits d'artisanat, etc. est offerte au Museum of English Rural Life. Certains de ses objets apparaissent dans son livre Country Relics.

## Œuvre
- Letters to X from H.J. Massingham (1921)
- Dogs, Birds, and Others (1921), lettres au Spectator, éditeur
- Some Birds of the Countryside: The Art Of Nature (1921)
- "John Clare". The Athenaeum, 4732 (7 janvier 1921): 9-10.
- Poems About Birds from the Middle Ages to the Present Day (1922), éditeur
- Andrew Marvell 1621–1678 Tercentenary Tributes (1922) co-éditeur
- Untrodden Ways – Adventures of English Coasts, Heaths and Marshes and Also Among the Works of Hudson, Crabbe and Other Country Writers (1923)
- Sanctuaries for Birds and How to Make Them (1924)
- In Praise of England (1924)
- H. W. M.: A Selection From the Writings of H. W. Massingham (1925), éditeur
- Downland Man (1926)
- Fee, Fi, Fo, Fum: The Giants in England (1926)
- The Golden Age: The Story of Human Nature (1927)
- The Heritage of Man (1929)
- Guide to the Cotswolds, avec Clough Williams-Ellis, et al.
- Pre-Roman Britain (1930)
- The Friend of Shelley: A Memoir of Edward John Trelawny (1930)
- A Treasury of seventeenth Century English Verse (1931) éditeur
- Birds of the Seashore (1931)
- Wold Without End (1932)
- London Scene (1933)
- The Great Victorians (1932), avec Hugh Massingham[9]
- English Country: Fifteen Essays by Various Authors (1934) éditeur, avec H.E. Bates, Edmund Blunden, W. H. Davies, Vita Sackville-West, A. G. Street, John Collier
- Country (1934), illustré de photographies d'Edgar Ward[10]
- World Without End (1935)
- Through the Wilderness (1935)
- English Downland (1936)
- The Genius of England (1937)
- The Writings of Gilbert White of Selborne (Nonesuch Press, 1938), éditeur, deux volumes avec des gravures d'Eric Ravilious
- Britain and the Beast (1937), volume d'essai avec A. G. Street, J. M. Keynes, John Moore, E. M. Forster, Clough Williams-Ellis
- Shepherd's Country: a Record of the Crafts and People of the Hills (1938)
- Country Relics (1939)
- A Countryman's Journal (1939)
- The English Countryside (1939), éditeur, avec Adrian Bell, Harry Batsford, H.E. Bates ; Charles Fry ; Geoffrey Clark ; C. Henry Warren ; E. F. Bozman ; J. Fairfax-Blakeborough.
- The Sweet of the Year; March–April, May–June (1939)
- Chiltern Country (1940)
- Cotswold Country (1941)
- Remembrance, an autobiography (1941) avec Paul Nash
- The Fall of the Year (1941)
- England and the Farmer a symposium (1941), éditeur, Viscount Lymington, Sir Albert Howard, C. Henry Warren, Adrian Bell, Rolf Gardiner, L. J. Picton et Sir George Stapledon.
- Field Fellowship (1942)
- The English Countryman: a Study of the English Tradition (1942)
- Men of Earth (1943)
- Tree of Life (1943)
- This Plot of Earth: A Gardener's Chronicle (1944)
- The Wisdom of the Fields (1945)
- Where Man Belongs: Rural Influence On Literature (1946)
- The Natural Order – Essays in the Return to Husbandry (1946) (éditeur, avec Philip Mairet, Lord Northbourne, le comte de Portsmouth (illustré par Thomas Hennell)[11]
- The Small Farmer A Survey By Various Hands (1947), éditeur
- The Countryside and How to Enjoy it (1948)
- An Englishman's Year (1948)
- The Best Days (1949)
- The Curious Traveller (1950)[12]
- The Faith of a Fieldsman (1951)
- Shakespeare Country, The, Including the Peak and the Cotswolds (1951)
- The Southern Marches (1952)

Publications posthumes
- Prophesy of Famine: a Warning and the Remedy (1953), avec Edward Hyams
- The Essential Gilbert White of Selborne (1983), éditeur, textes choisis par Mark Daniel
- Fifteen Poems (Hayloft Press, 1987)
- A Mirror of England: an anthology of the Writings of H. J. Massingham (1882–1952), édité par Edward Abelson (1988)